# Культурная антропология
Культу́рная антрополо́гия (иногда социальная или социально-культурная антропология) — наука о культуре как совокупности материальных объектов, идей, ценностей, представлений и моделей поведения во всех формах её проявления и на всех исторических этапах её развития. В упрощённом понимании культурная антропология занимается изучением поведения человека и результатов его деятельности. Как самостоятельная дисциплина сформировалась в конце XIX — начале XX века в основном в США. Основные представители: Лео Фробениус, Франц Боас, Рут Бенедикт, Маргарет Мид, Бронислав Малиновский, Альфред Радклиф-Браун, Эдуард Тайлор, Марсель Мосс, М. Херсковиц, Люсьен Леви-Брюль, Клод Леви-Стросс и Клиффорд Гирц. В США используется понятие «культурная антропология», в Великобритании — «социальная антропология».

## Связь с этнологией / этнографией
Не разрешенным является вопрос о связи культурной антропологии с этнологией. Существует четыре варианта ответа на вопрос о связи этих дисциплин, причём у каждого из этих вариантов есть свои апологеты.
Так некоторые авторы полагают, что этнология и культурная антропология — понятия синонимичные. Другие считают, что понятие культурная антропология шире понятия этнология и включает в себя последнее. По их мнению, культурная антропология выступает как обобщённое знание об основных институтах культуры, в то время как этнология представляет собой сравнительный анализ культур. Третьи настаивают на том, что этнология по своему предметному полю значительно шире культурной антропологии, которая по их мнению, не выходит за рамки науки о биологической и физической природе человека. Четвёртый вариант сводится к тому, что предмет культурной антропологии — аспекты культуры человечества, предмет этнологии — изучение отдельных этносов и теоретический анализ этнических общностей как таковых.
В российской науке более распространён третий подход, в то время как в западной — первые два. В США и Великобритании термин «этнология» как определение научной дисциплины практически неизвестен. В России в течение XX века (после политически окрашенных дискуссий конца 1920-х годов) в научном обиходе за исследованиями подобного рода закрепился термин «этнография»; слово этнология до 1990-х годов употреблялось редко и только по отношению к зарубежной («буржуазной») науке, хотя и её чаще именовали «зарубежной этнографией». В 1990-е годы слово «этнология» стало использоваться чаще в связи с введением в учебные программы вузов предмета «этнология» и этим термином стали обозначать теоретическую дисциплину, а «этнографией» — практические (эмпирические) исследования.

## История
Если принять гипотезу о синонимичности культурной антропологии и этнологии, временем её появления как науки следует считать время появления этнологии, то есть 1830-е — начало 1840-х годов. Термин «антропология» на Западе закрепляется с начала 1870-х, а уже в 1879 году начинается преподавание антропологии в Рочестерском университете в США и в 1884 году в Оксфорде. Сложилось несколько подходов, объясняющих многообразие культуры у народов мира и в разные исторические эпохи.
В то же время, изучаемым культурной антропологией проблемам уделялось внимание ещё в эпоху античности. Демокритом и Титом Лукрецием Каром были сформированы первые концепции антропосоциогенеза. Идея о природно-географической обусловленности социально-психологических и политических явлений была предложена Гиппократом. Корнелий Тацит бывший, вероятно, первым этнографом, противопоставил цивилизованность дикости, указывая на свойственное цивилизации падение нравов.
В XVI—XVIII веках в связи с увеличением знаний о мире в Европе в результате Великих географических открытий интерес предмету антропологии сильно возрос. С именами Пьетро Мартира, Мишеля де Монтеня, Жана Жака Руссо и Дени Дидро связана получившая широкую популярность концепция «счастливого дикаря», идеализирующая общественный строй «примитивных» народов.
В XIX веке направлениями общественной мысли, оказавшими наибольшее влияние на формирование антропологии, были идеи исторического прогресса Фергюсона, Кондорсе и Тюрго, работы немецкого историка культуры Гердера, а также идеи «мифологической школы».
В XIX веке появился линейный эволюционизм, рассматривающий культуру человечества как переход от простых форм к более сложным. Основным объектом исследования эволюционистов (Джэймс Фрэзер, Люсьен Леви-Брюль) были «примитивные» общества — коренное население колоний в Африке, Южной Америке, Юго-Восточной Азии. Появление этого подхода было связано с накоплением этнографического материала и распространением принципа историзма.
Следующий подход, сохраняющий научную значимость в современной антропологии — функциональный — появился в начале XX века. Функционализм как способ изучения культур связывают с работами Б. Малиновского и А. Рэдклифф-Брауна. «Особенностью функционального подхода, — пишет А. А. Белик, — является рассмотрение культуры как целостного образования, состоящего из элементов, частей. Каждая „атомарная клеточка“ культуры исследуется не в качестве случайного (архаичного) образования (пережитка), а как выполняющая определённую функцию в социокультурной общности. Теория потребностей есть основа концепции культуры Б. Малиновского. Он делит потребности на основные и производные. К последним относятся потребности в экономическом обмене, авторитете, социальном контроле, системе образования и т. д. Культура — совокупность ответов на основные и производные потребности. Такова общая картина структуры культуры по Б. Малиновскому. Особенностью функционалистской теории культур (в большей степени это касается учения А. Рэдклифф-Брауна) была практическая направленность исследований — управление на территориях с доминированием традиционных культур. Не без влияния установок функционализма была разработана концепция „косвенного“ управления, то есть с опорой на традиционные институты власти…».

### В России
В 1990-е — 2000-е годы в России стали выходить учебники по культурной (социальной и культурной) антропологии, представляющие по сути изложение концепций, разработанных представителями культурной антропологии Запада. В них не излагались достижения представителей российской культурной антропологии, частично потому, что в 1990-е годы она находилась в процессе становления и не имела крупных достижений, частично потому, что представления авторов учебников о релевантных и, стало быть, подлежащих изложению в учебниках, авторах и трудах в области культурной антропологии пребывали в русле англо-американского (западного) восприятия истории науки.
Если же говорить не об изданных российскими авторами учебниках, излагающих историю и теорию западной (немецкой, французской, английской и американской) культурной антропологии, а о российской культурной антропологии, то она начала складываться в начале 1990-х годов на базе отечественной этнографии, фольклористики, детской психологии и эмпирической социологии. Отличительной чертой российской культурной антропологии является опора исключительно на отечественный и русско-культурный материал (в отличие от западной культурной антропологии, опиравшейся преимущественно на зарубежный («колониальный») материал (Европа) или исследование иноэтнических вкраплений (североамериканские индейцы, польские, китайские, латиноамериканские «диаспоры») в доминирующий государствообразующий этнос (США).
Формирование оригинальной российской культурной антропологии завершилось к началу 2000-х гг. Её наиболее известными представителями являются Мария Осорина (автор книги «Секретный мир детства»), Александр Белоусов (составитель книг «Школьный быт и фольклор», «Русский школьный фольклор»), Сергей Неклюдов (руководитель веб-сайта «Фольклор и постфольклор: структура, типология, семиотика» (http://www.ruthenia.ru/folklore с 2003 года), Сергей Борисов (автор книг «Культурантропология девичества» и «Русское детство: культурно-антропологический словарь»), Игорь Морозов (автор книги «Женитьба добра молодца» и докторской диссертации «Феномен куклы в традиционной и современной культуре»), Галина Кабакова (автор книги «Антропология женского тела»), Татьяна Щепанская (автор книги «Символика молодёжной субкультуры»).